# Латиноамериканская философия
Латиноамериканская философия — философская мысль стран Латинской Америки. Особенностью латиноамериканской философии является её периферийный характер. Основоположником латиноамериканской философии считается Андрес Бельо.
После Конкисты появился сам феномен Латинской (испаноязычной) Америки, сформировались центры европейской образованности и были привиты элементы философской культуры. Однако с кризисом европоцентризма латиноамериканские мыслители стали обращаться к теме осмысления региональной специфики и особенностям латиноамериканского философствования. Эту тему в 40-х годах XX века развивал мексиканский философ Леопольдо Сеа в рамках философской группы «Гиперион». 
Особый интерес в этой связи представляет реконструированная философия нагуа, в рамках которой существовали тламатиниме (философы). Причина всего сущего выражалась в образе Ометеотла.
Латиноамериканская мысль проявляет особый интерес к политической проблематики, обосновывая особый некапиталистический путь развития, где идеалы социализма сочетаются с традиционными духовными ценностями (теология освобождения, боливарианизм)